# Гуменюк Євген Микитович
Євге́н Мики́тович Гуменю́к (7 листопада 1923, с. Суховоля Хмельницька область — 30 грудня 1986, Львів) — архівіст, джерелознавець, бібліограф, палеограф, фахівець з аграрної історії, учасник Другої світової війни.

## Біографія
Народився 7 листопада 1923 року в с. Суховоля Хмельницької області в селянській родині.
З 1943 року воював у партизанському загоні на Поділлі, з 1944 по 1945 рік на фронті. 
У 1945 році закінчив курси перекладачів, працював перекладачем 1-го Білоруського фронту та військових комендатур у Німеччині до 1948 року. 
У 1954 році закінчив юридичний факультет ЛДУ ім. І. Франка (потім працював техніком у Залізничній райраді м. Львова), згодом заочно навчався у Львівському політехнічному інституті. 
З 1956 року працював у школах м. Львова.  З 1959 по 1960 (за іншими даними — 1980) рік працював у ЛНБ ім. В. Стефаника бібліотекарем, виконувачем обов'язків завідувача відділу рукописів, головним бібліографом.
З 1956 по 1957 рік працював науковим співробітником; з 1960 по 1966 (1980 по 1986) — архівістом, старшим палеографом, старшим науковим співробітником філії ЦДІА УРСР у м. Львові.
Помер 30 грудня 1986 року в Львові.

## Наукова робота
Склав і відредагував анотований покажчик особистих архівних фондів ЛНБ ім. В. Стефаника у 1977 році. Опрацьовував рукописні фонди, інвентаризував і каталогізував книжкові фонди.
Описував документи Греко-католицької консисторії, фонду Лянцкоронських, брав участь у підготовці збірок та виставок документів і матеріалів «Селянський рух на Україні, 1850—1861» (1988), «Русалка Дністрова» (1989). Виступав із доповідями на наукових конференціях, симпозіумах та архівних семінарах з допоміжих історичних дисциплін.
Досліджував тенденції розвитку аграрних відносин у Галичині в другій половині 19 — на початку 20 сторіччя. Впорядкував архівні фонди Потоцьких, Дідушицьких, столових маєтків Галицької митрополії, видавництва «Оссолінеуму», деякі особисті архіви. Здійснив опрацювання архіву І. Калиновича в 1960-х роках.

### Основні праці
За ЕСУ:
- Крупнопоместное хозяйство Галиции в период капитализма (1871—1910) // Ежегодник по аграр. истории Восточ. Европы. — Кишинев, 1964;
- Проблема принудительного найма сельскохозяйственных робочих в Галиции после отмены барщины // Там само. — 1972. — Вып. 1;
- О некоторых особенностях развития помещичьего хозяйства Галиции // Совет. славяноведение. — 1987. — № 4[2].

Твори (за виданням «Українські бібліографи...»):
- Архів Потоцьких // НІБ. — 1963. — № 4. — С. 57—63;
- Nieznany rękopis Tadeusza Kosciuszki // Kvart. Hist. — Warszawa, 1965. — № 1;
- Архів столових маєтків Галицької митрополії // Арх. України. — 1970. — № 1. — С. 66—72;
- 3 кореспонденції Володимира Гнатюка // Арх. України. — 1971. — № 3. — С. 64—67;
- Новознайдені рукописні матеріали до історії боротьби Росії проти Наполеона // Бібліотека та інформація. — Х., 1973. — С. 127—158. (співавтор);
- Особисті архівні фонди відділу рукописів (ЛНБ ім. В. Стефаника АН УРСР). — Л., 1977[3].

## Нагороди
- Орден Червоної Зірки;
- Орден Слави;
- медалі[3].